# 托特 (滨海塞纳省)
托特（法語：Tôtes，法語發音：[tot]），法国西北部市镇，位于诺曼底大区滨海塞纳省，隶属于迪耶普区，其市镇面积为7.61平方公里，2022年1月1日时人口数量为1,555人，在法国城市中排名第6,718位。
托特位于滨海塞纳省中北部，是一个区域性的中心市镇，两条干线公路在此十字交汇。托特因在法国作家古斯塔夫·福楼拜的作品《包法利夫人》及莫泊桑的作品《羊脂球》中被提及而被人熟知。

## 地名来源
“托特”一名的来源尚有待考证。在1801年以前，当地的官方名称拼写为“Tortes”。而法国作家古斯塔夫·福楼拜则曾在其作品中将“Tôtes”写作“Toste”。

## 历史

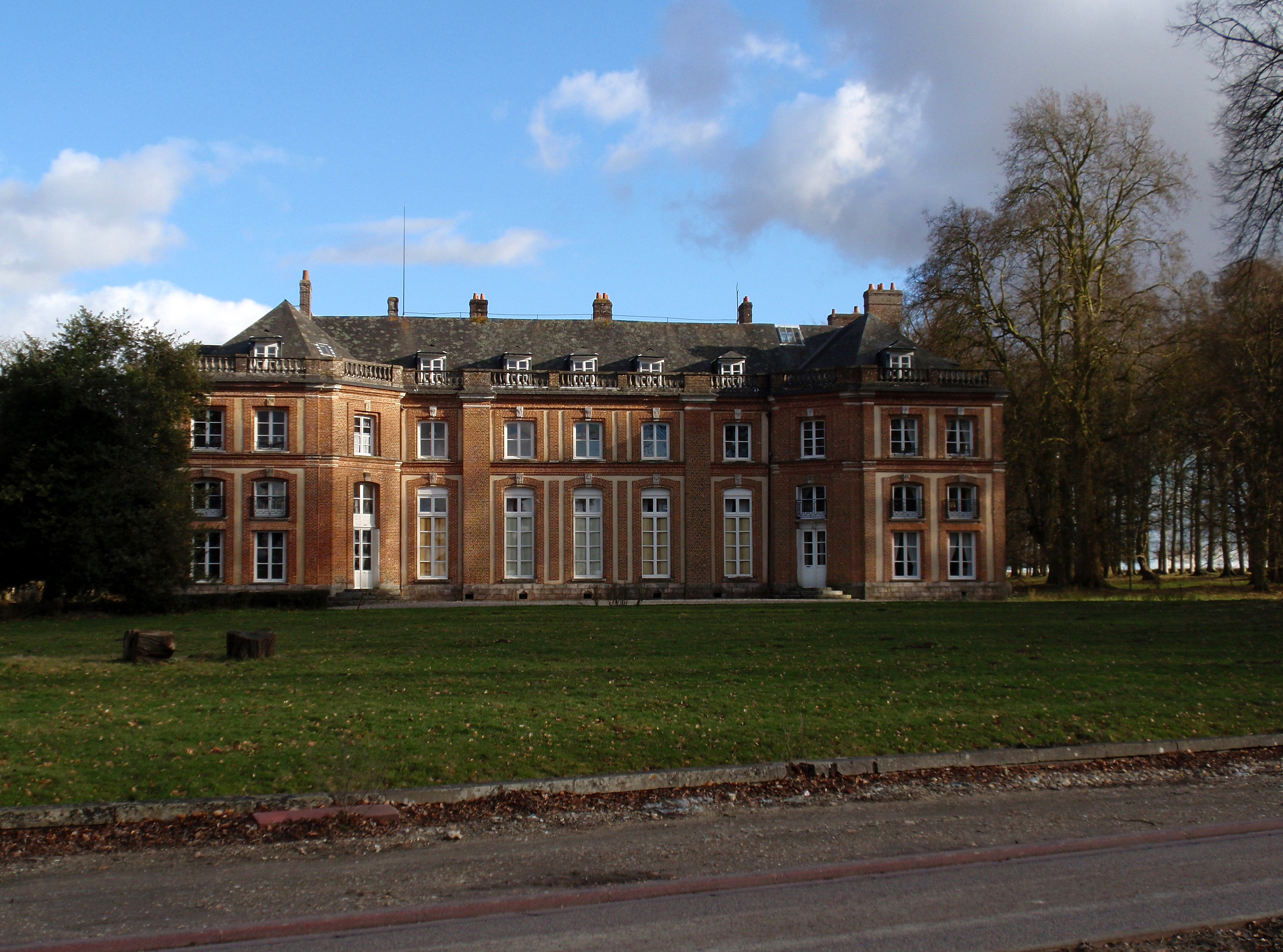
托特城堡

托特的早期历史尚不清楚，该地历史上长期为诺曼底的一处普通村落。根据当地官方网站的论述，中世纪时托特领主曾在此地兴建野兔博斯克庄园（Manoir du Bosc aux lièvres），后在英法百年战争期间被毁。17世纪时，托特曾被欧费家族继承。法国大革命后，托特成为下塞纳省（1955年更名为“滨海塞纳省”）的一个市镇。1809年，博讷托（Bonnetot）整体并入托特。工业革命期间，途径托特的道路被改建成为可供汽车行驶的公路。在法国文学家莫泊桑的代表作品《羊脂球》中，托特是车队前往勒阿弗尔旅途中的经停地。第二次世界大战期间，纳粹德军曾占领托特并在此筑建火炮厂。
在行政区划方面，1833至2014年间，托特为同名县的县治；2002至2016年间，托特为三河市镇公共社区的办公驻地。

## 地理

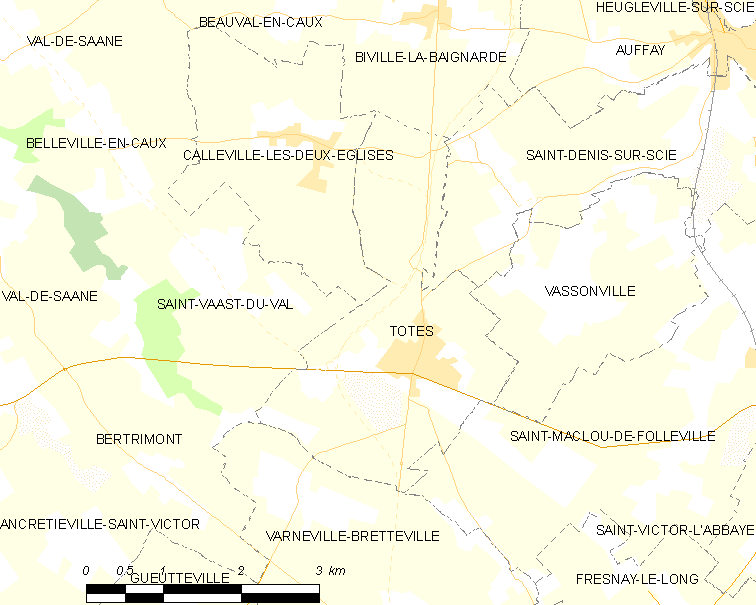
托特市镇范围地图

托特位于法国西北部，诺曼底大区东北部和滨海塞纳省中北部，距离省会鲁昂大约33公里。与托特接壤的市镇包括：卡勒维尔双教堂村、比维尔拉拜尼亚尔德、锡河畔圣但尼、圣瓦迪瓦勒、瓦松维尔、瓦尔讷维尔-布雷特维尔和圣马克卢德福勒维尔。

### 地形
托特位于科地区南部腹地，境内以平原为主，市镇中心地势较为平坦，全境海拔在138到172米之间。

### 水文
托特市镇范围内无大型天然地表径流分布。

### 植被
托特属于温带阔叶混交林区，市镇中心西南部有大片人工树林。
在鲜花城市的评比中，托特暂未被评级。

### 气候
托特在柯本气候分类法中属于温带海洋性气候（Cfb）。

## 行政区划
托特的市镇编号为76700，邮政编号为76890。
在行政管理方面，托特隶属于法国诺曼底大区滨海塞纳省迪耶普区；在地方选举方面，托特隶属于吕讷赖县，其市镇范围全境被划入滨海塞纳省第十选区；在社会管理方面，托特是科风土市镇公共社区的组成部分。
截至2023年11月，托特市镇范围内暂无任何城市敏感街区及城市政策优先街区。
法国国家统计与经济研究所（简称）在进行数据统计时，未将托特划入任何城市核心区（Unité urbaine），将包括托特在内的共277个市镇划为鲁昂城市区。自2020年起，鲁昂城市区被包含317个市镇的鲁昂城市辐射区代替。此外，还将托特市镇整体看作一个“块区”（IRIS），以便于统计人口分布情况。

## 交通

### 公路
法国国道N27线和滨海塞纳省省道D22线、D25线、D101线、D925线和D927线在托特境内交汇。诺曼底大区下属的城际客运523线经过托特，可前往迪耶普。
2020年，77.9%的托特家庭拥有至少一辆私人汽车。2021年，托特境内共发生各类交通事故3起，造成4人受伤，其中3人重伤。
|  | 5 |

| 鲁昂 | 35 |

| 迪耶普 | 33 |

| 伊沃托 | 23 |

### 铁路
距离托特最近的运营中的客运铁路车站为6公里外的圣维克多站，该站停靠往返于鲁昂和迪耶普一线的区域列车

### 航空
距离托特最近的民用航空站为82公里外的勒阿弗尔机场。

### 城市公共交通
截至2023年11月，托特暂无城市公共交通系统。

## 政治

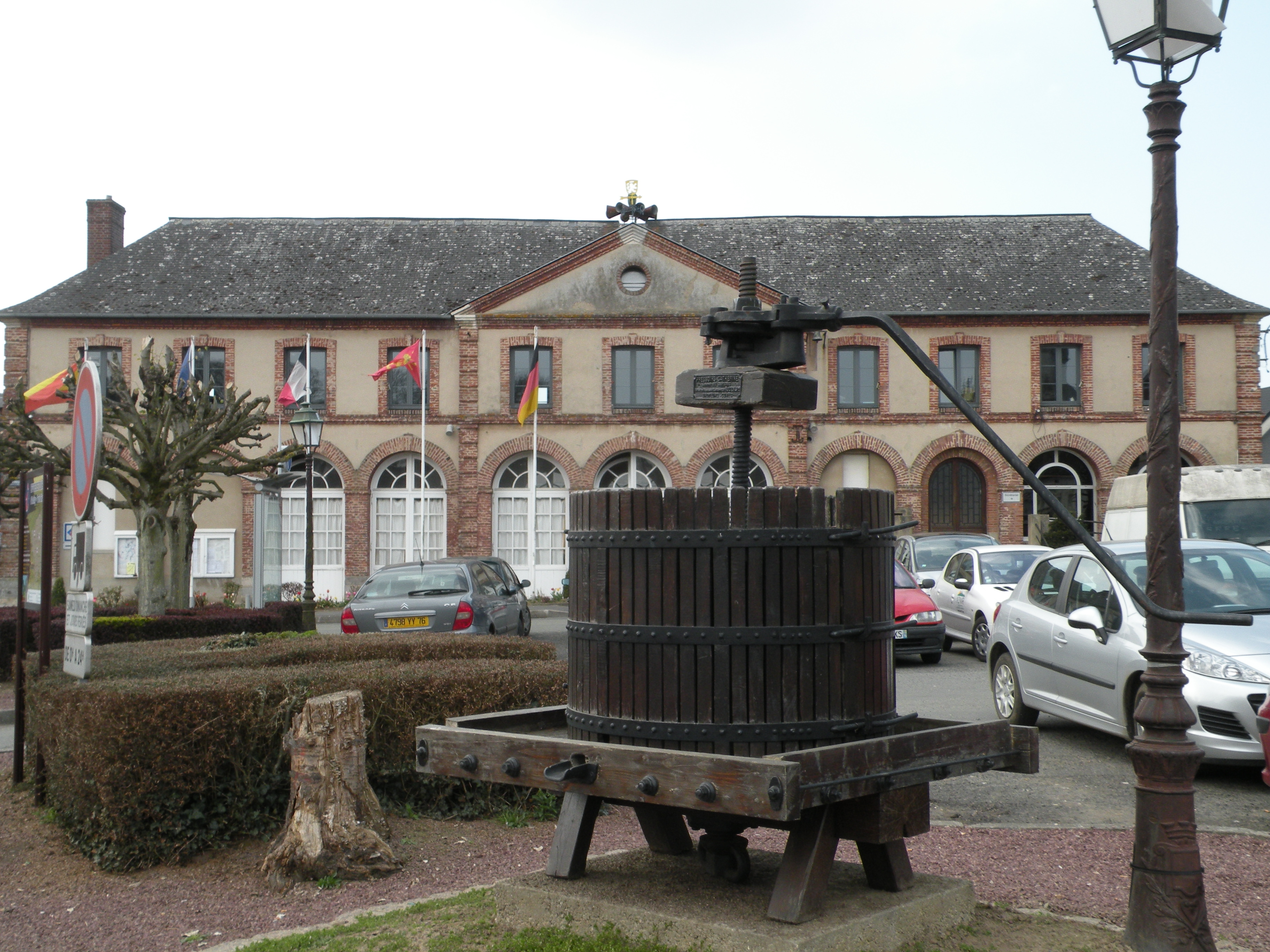
托特市政厅

托特的现任市长为让-伊夫·比洛雷-特纳先生（Jean-Yves BILLORÉ-TENNAH），他是一名无党派人士，在2020年的市政选举中获得了100.00%的支持率（无其他候选人）。
在2022年的法国总统大选的第二轮选举中，法国极右翼政党国民阵线主席玛丽娜·勒庞在托特获得了53.86%的支持率。

## 人口
2020年，托特市镇人口数量为1,576，在法国排名第6,718位。其中男性737人，女性839人，75岁及以上人口占8.1%，外籍人口数量为6人，人口密度为207人/平方公里，当地居民被称为（男性）或（女性）。2021年，托特境内出生22人，死亡人口11人。
| 托特1901年－2020年人口变化情况 |
|                                |
| 数据来源：Cassini、INSEE       |

## 经济
托特是一个区域性的中心市镇。截至2023年11月，托特市镇范围内共有各类用人单位（包含自雇）229家，平均历史为16年，其中99.22%为中小型企业（PME），2023年9月至11月间，当地的经济活力指数为0。（汽车销售）是当地2021年营业额最高的企业，为6,300,255欧元。

## 财政与居民收入
2021年，托特的财政收入总额为1,590,750欧元，财政支出总额为1,268,360欧元，当年的债务总额为1,620,300欧元。2021年，托特市镇通过增值税获得37,740欧元的收入，此外当地还共获得了15,200欧元的国家直接财政补助。
2019年，托特的人均月收入总额为1,849欧元，低于法国平均水平（2,303欧元）。
2020年，托特境内的青壮年（15至64岁）失业率为13.3%；2022年，当地36.2%的家庭拥有纳税资格，平均纳税2,380欧元，低于法国平均水平（4,393欧元）。

## 社会事务

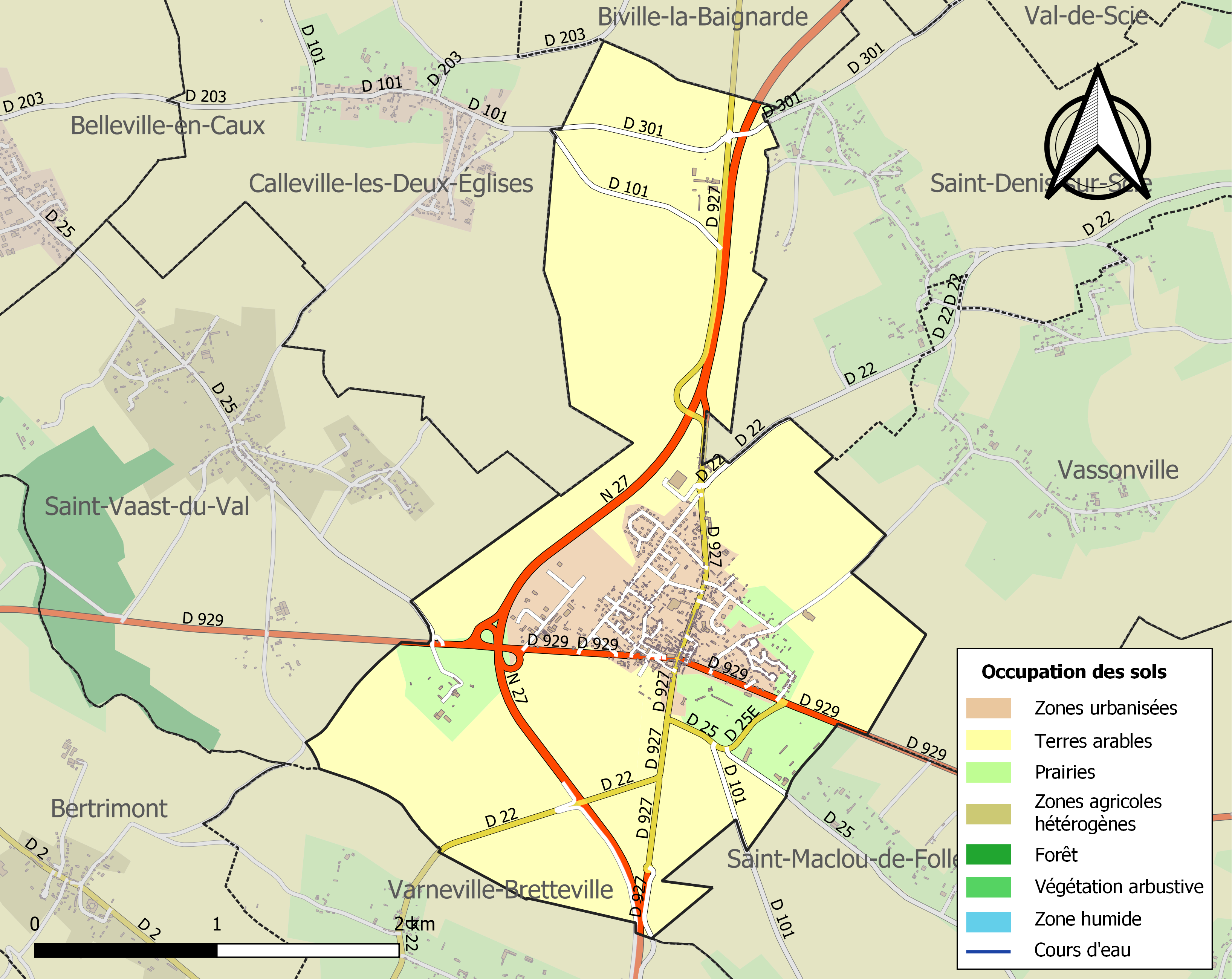
托特土地利用情况地图

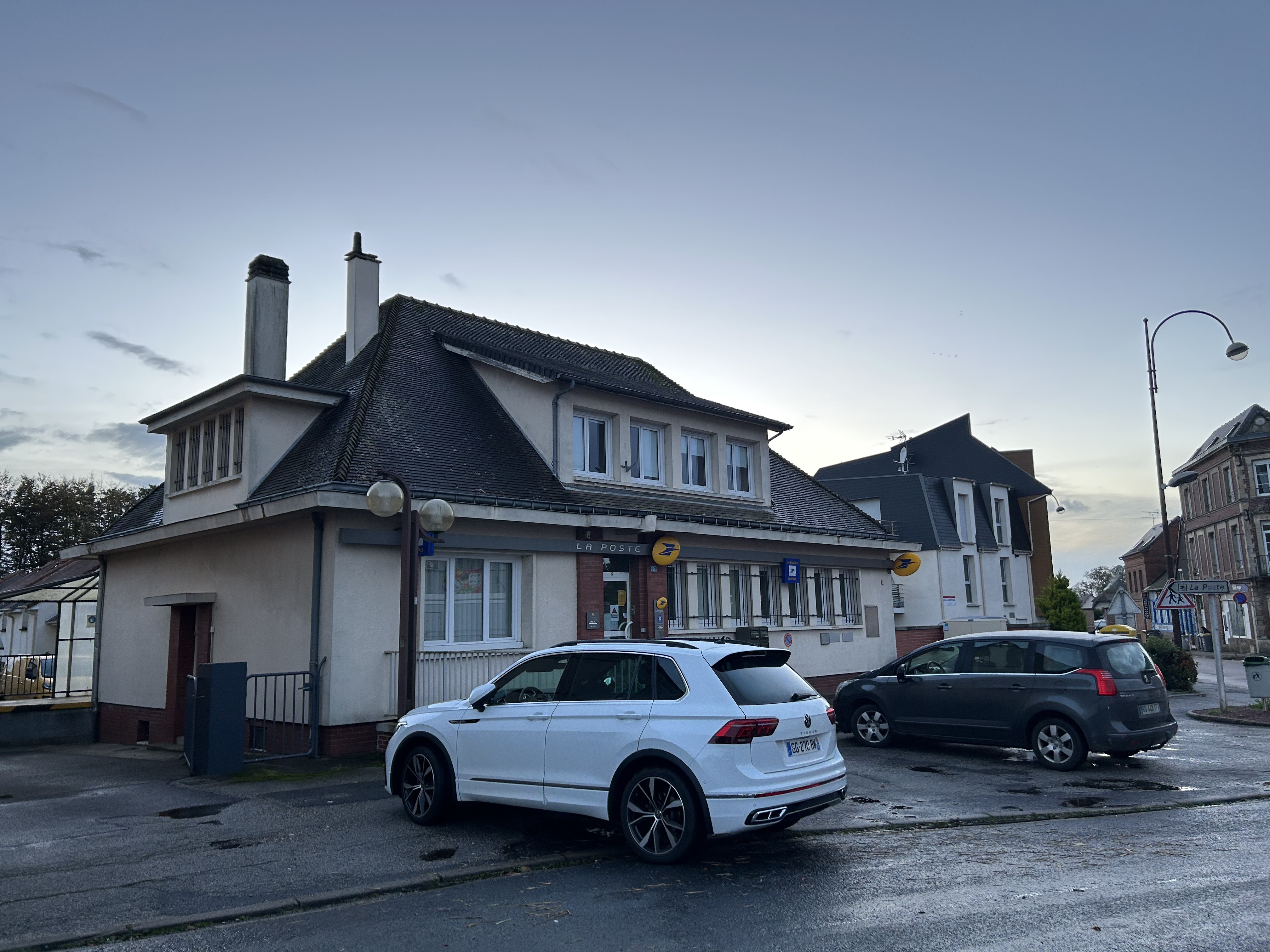
邮局

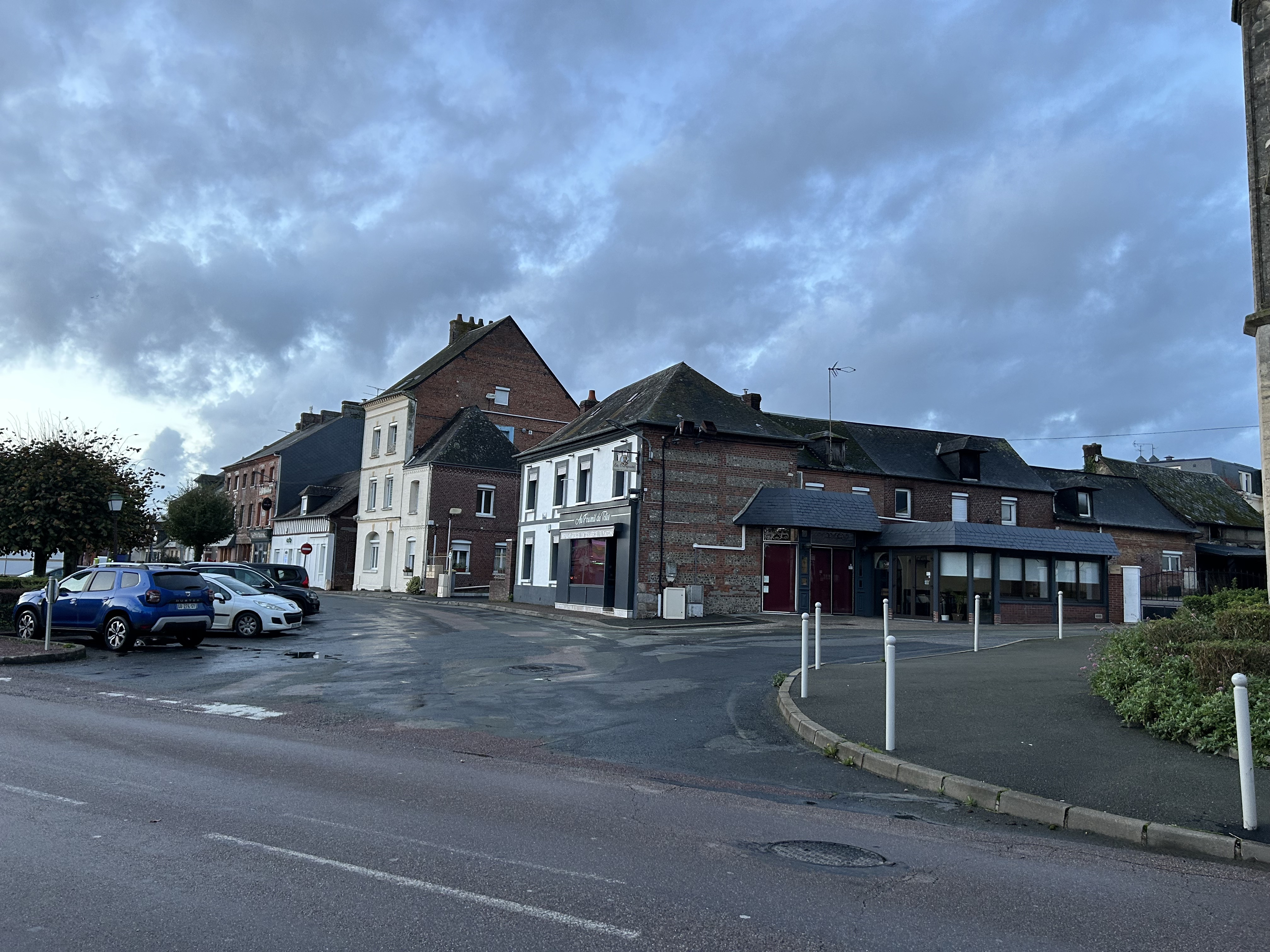
戴高乐广场附近的民居

### 教育
托特属于诺曼底学区。截至2021年1月1日，托特境内共有1所幼儿园、1所小学和1所农业高中。

### 医疗
截至2021年1月1日，托特境内共有全科医生4名、保健师2名、牙医1名、护士6名、药房1家和残疾人帮扶中心2家。
距离托特最近的区域性医疗机构为鲁昂大学中心医院，其主病区夏尔·尼科勒医院位于鲁昂市中心东部，距离托特市区的正常车程大约30分钟，该院设有床位1,446个，是当地规模最大的公立综合性医院。

### 住房
2020年，托特境内共有各类住房715套，其中81.4%为独立式居民区，18.0%为集中式居民区。常住房屋占托特市镇范围内居民建筑总量的88.4%。
在住房保障政策方面，2022年，托特境内共有132户家庭获得了住房经济补助，受益人数占总人口数量的9.3%，其中142份为房租补助。

### 商业
2021年，托特境内共有各类实体商铺47家，其中餐厅7家、大型超市1家、面包房2家、肉铺3家、装饰品店1家、银行门店1家、美容美发店2家、汽车维修店7家。镇中心北部建有Intermarché购物超市，市区西部则建有一家ALDI商场。

### 体育
2021年，托特境内共有1间体育馆、2处网球场以及2处足球或橄榄球场。
截至2023年11月，托特足球俱乐部（FC Tôtes，编号501543）是托特境内唯一的一家注册足球俱乐部，其主队2023至2024赛季参加滨海塞纳省足球联赛甲组（法国第九级别），其主场为雷蒙·马莱球场（Stade Raymond Mallet）。

### 环境
托特的环境事务由其所属的科风土市镇公共社区联合各级政府协调负责。2021年，托特境内暂无污染企业。

### 治安
2021年，托特市镇范围内共有1处宪兵队（位于市区东部）。
托特及其附近的共159个市镇是布赖地区讷沙泰勒国家宪兵队（zone gendarmerie de Neufchâtel-en-Bray）的管辖范围。2020年，该宪兵队累计记录各类案件2,593起，其中盗窃类案件1,291起，经济类案件334起，毒品交易类案件110起。

## 文化

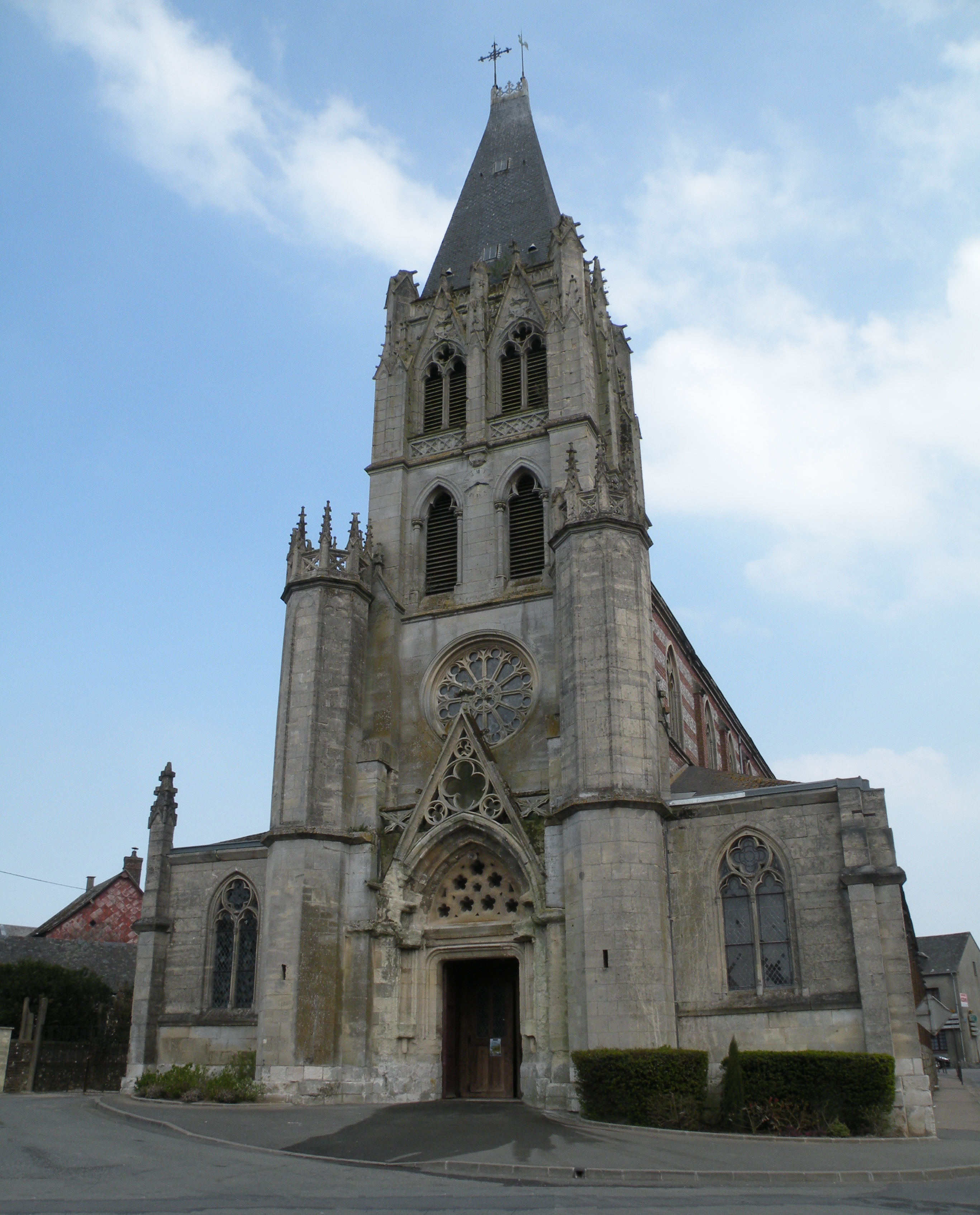
圣马丁教堂

2021年，托特境内暂无任何文化设施。托特境内建有图书馆，每周二、三、五、六向公众开放。

### 建筑
托特境内有多处历史建筑，其中镇中心的圣马丁教堂（Église Saint-Martin de Tôtes）是当地的地标性建筑物。

### 旅游
托特的旅游事务由其所属的科风土市镇公共社区负责。2023年，托特境内暂无任何游客接待设施。

### 媒体
法国主要的媒体均可在托特接收，法国电视三台下属的诺曼底大区频道在部分时段播出托特所在滨海塞纳省的地方新闻。《巴黎-诺曼底报》、《科地区邮报》、蓝色法兰西鲁昂诺曼底广播等是当地主要的地方性媒体。

## 友好城市
截至2023年11月，托特共与两座城市建立了友好城市关系：
- 德国 布莱克德
- 西班牙 蒙雷阿尔-德尔坎波